# Les Artistes du théâtre brûlé
Pour plus de détails, voir Fiche technique et Distribution.
Les Artistes du théâtre brûlé est un documentaire cambodgien réalisé par Rithy Panh, sorti en 2005.

## Fiche technique
- Titre : Les Artistes du théâtre brûlé
- Réalisation : Rithy Panh
- Scénario : Rithy Panh et Agnès Sénémaud
- Pays d'origine :  Cambodge
- Format : couleur - Dolby Digital
- Genre : drame
- Durée : 82 minutes
- Date de sortie : 2005

## Distribution
- Bopha Chheang  : elle-même
- Hoeun Ieng
- Rotha Kèv
- Sok Ly : lui-même
- Than Nan Doeun : lui-même
- Peng Phan : elle-même
- Pok Dy Rama : lui-même

## Autour du film
Le film a été présenté hors compétition au festival de Cannes de 2005.